# Taksówka (skała)

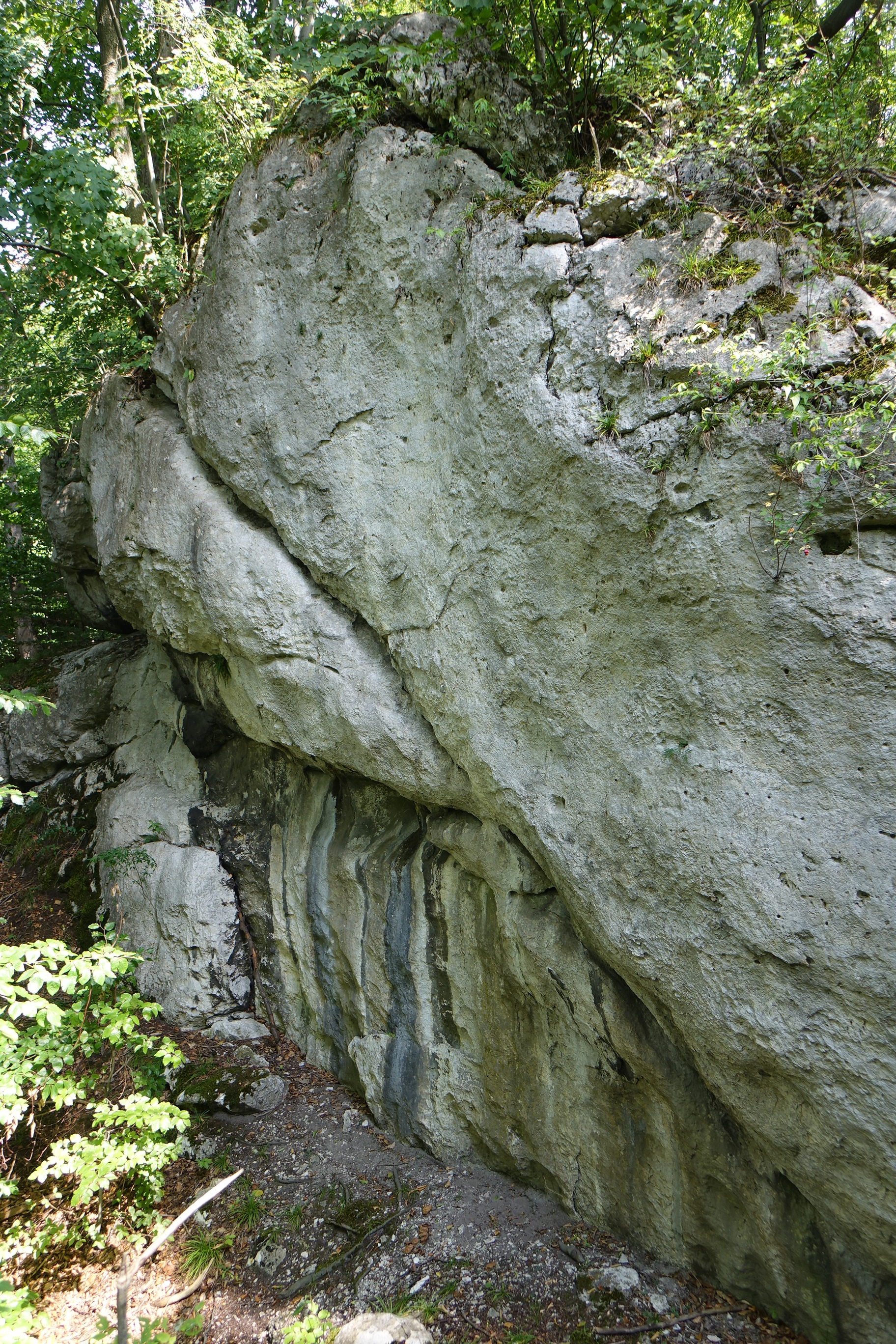

Taksówka – skała w Górach Sokolich w obrębie miejscowości Olsztyn w województwie śląskim, w powiecie częstochowskim, w gminie Olsztyn. Znajduje się na grzbiecie Sokolej Góry, na Wyżynie Mirowsko-Olsztyńskiej będącej częścią Jury Krakowsko-Częstochowskiej.
Taksówka to zbudowana z wapieni skała o wysokości 8 m. Znajduje się w lesie, w obrębie rezerwatu przyrody Sokole Góry, w niewielkiej odległości na północ od skały Boniek. Na jej pionowej ścianie dawniej uprawiano wspinaczkę skalną, jednak obecnie jest ona zakazana. Są 3 drogi wspinaczkowe o trudności od VI.2 do VI.3 w skali polskiej. Mają zamontowane punkty asekuracyjne: ringi (r) i stanowisko zjazdowe (st).
- Krążownik szos; VI.3, 2r + st
- Bagażnik; VI.2, 1r + st
- Darmowa taryfa; VI.2+, 2r[2].